# Dillingen an der Donau járás
Dillingen an der Donau járás egy járás Bajorországban. Dillingen an der Donau járás Donau-Ries, Augsburg, Günzburg, Heidenheim, Wertingen, Donauwörth, Nördlingen, Dillingen an der Donau és Dillingen an der Donau járásokkal határos. Lakosainak száma 80 209 fő (1987. május 25.).

## Népesség
A járás népessége az elmúlt években az alábbi módon változott:
| Lakosok száma | 78 785 | 80 209 | 93 122 | 93 129 | 93 478 | 94 575 | 94 556 | 95 159 |
|               | 1970   | 1987   | 2012   | 2013   | 2014   | 2015   | 2016   | 2017   |